# 达克·普雷斯科特
雷恩·达科塔·普雷斯科特（1993年7月29日—）是一名美国职业美式橄榄球运动员，司職四分卫，现效力于全国橄榄球联盟（NFL）的达拉斯牛仔队。他在密西西比州立斗牛犬队参加过大学橄榄球比赛，并在2016年NFL选秀的第四轮被达拉斯牛仔选中。
普雷斯科特最初打算在新秀赛季担任替补，但在首发球员托尼·罗莫于季前赛中受伤后，普雷斯科特成为了牛仔队的首发四分卫。他在这一年中因其场上的成功而赢得了认可，其中包括帮助牛仔队成为其所在联合会的头号种子。他创造了数个新秀四分卫的记录，并被评为NFL年度进攻新秀，同时还入选了职业碗。截至2020年，他的职业生涯四分卫评分为97.3分，在NFL历史上排名前十。